# Bogdan Barovič
Bogdan Barovič, slovenski novinar in politik, * 31. julij 1955, Trbovlje.

## Življenjepis
Bogdan Barovič je diplomiral iz ekonomije leta 1988 na Poslovni fakulteti v Mariboru. Slovencem je postal znan kot novinar, do leta 1991 je bil zaposlen na RTV Slovenija, potem do leta 2000 na Radiu Trbovlje, delal pa je tudi na Kanalu A, POP TV, ...
Kot član Slovenske nacionalne stranke je leta 1998 prvič kandidiral za župana Trbovelj, leta 2002 pa je bil za to funkcijo tudi izvoljen. Na parlamentarnih volitvah leta 2000 in 2004 je bil izvoljen v Državni zbor Republike Slovenije.
6. januarja 2008 je skupaj s Sašom Pečetom, Barbaro Žgajner Tavš in Boštjanom Zagoracem protestno izstopil iz poslanske skupine SNS, a se naslednji dan premislil in vrnil v poslansko skupino.
Na državnozborskih volitvah leta 2011 je kandidiral na listi SNS.
Od septembra 2013 je član SLS.. Junija 2014 je zaradi zdravstvenih razlogov izstopil iz stranke in se odpovedal kandidaturi na volitvah
Zasebno se ukvarja s slikarstvom. Februarja 2022 so mu v domačem kraju organizirali razstavo.